# Rio Grande do Norte
Rio Grande do Norte (wymowaⓘ [ʁiu ˈɡɾɐ̃dɨ du ˈnɔʁtɨ]) – jeden z 26 stanów Brazylii, położony w Regionie Północno-Wschodnim, na najdalej wysuniętym na wschód krańcu Ameryki Południowej. Od zachodu graniczy ze stanem Ceará, na północy i wschodzie leży Ocean Atlantycki, a od południa stan Paraíba.
Nazwa stanu (dosł. „wielka rzeka północy”) pochodzi od rzeki Potenji, która była początkowo znana pod nazwą Rio Grande.

## Miasta
Największe miasta w stanie Rio Grande do Norte według liczby mieszkańców (stan na 2013 rok):
| L.p. | Miasto                  | Liczba ludności |
| ---- | ----------------------- | --------------- |
| 1.   | Natal                   | 853 928         |
| 2.   | Mossoró                 | 259 815         |
| 3.   | Parnamirim              | 229 414         |
| 4.   | São Gonçalo do Amarante | 95 218          |
| 5.   | Macaíba                 | 75 548          |
| 6.   | Ceará-Mirim             | 71 856          |
| 7.   | Caicó                   | 66 246          |
| 8.   | Assu                    | 56 354          |
| 9.   | Currais Novos           | 44 528          |
| 10.  | São José de Mipibu      | 42 345          |